# Upplands runinskrifter 981
U 981 är troligen samma runsten som U 980. Johannes Bureus är den enda person som rapporterar om U 981. Den angivna fyndplatsen, prästgårdsugnen i bakstugan i Gamla Uppsala, är densamma som för U 980 och mycket tyder på att det egentligen är en och samma sten. Inskriften är enligt Bureus inte helt samma som på U 980, men det kan vara så att Bureus i själva verket begått ett misstag. Någon avbildning av den möjliga stenen U 981 finns inte bevarad. Fot anses ha ristat U 980, som är osignerad, medan Bureus hävdar att U 981 var signerad av Åsmund Kåresson.

## Inskriften
Inskriften på U 981 lyder enligt Johannes Bureus:
Translitterering av runraden:
ailif raisti stain þinso abtiR kalf buanta ... Í R + uifast + faþur + sin osmunrt risti
Normalisering till runsvenska:
Æilif ræisti stæin þennsa ceptin Kalf, ioanda [sinn] . . . [œpt]ÍR Vifast, faöur sinn. Asmundr risti.
Översättning till nusvenska:
Eliv reste denna sten efter Kalv, [sin] man .. . efter Vifast, sin fader, Asmund ristade.